# Fischergasse (Meißen)
Die Fischergasse ist eine der historischen Vorstädte von Meißen im sächsischen Landkreis Meißen. Die Gemarkung Fischergasse mit der gleichnamigen Straße liegt im nördlichen Zentrum der Stadt, unmittelbar nordwestlich der Albrechtsburg. Sie befindet sich an der Elbe am westlichen Brückenkopf der Neuen Elbbrücke und am Eingang des Schottenbergtunnels. Nachbarorte sind Meißen-Klostergasse, Meißen-Niedermeisa, die Meißner Altstadt sowie Meißen-Niederfähre auf der anderen Elbseite. Erstmals erwähnt wurde die Fischergasse 1428. Zur im 19. Jahrhundert gebildeten Landgemeinde Fischergasse gehörte auch die benachbarte Vorstadt Klostergasse. Beide wurden am 1. April 1921 zunächst nach Meisatal eingemeindet und kamen mit diesem sieben Jahre später an Meißen.